# Bisbat de Gurk

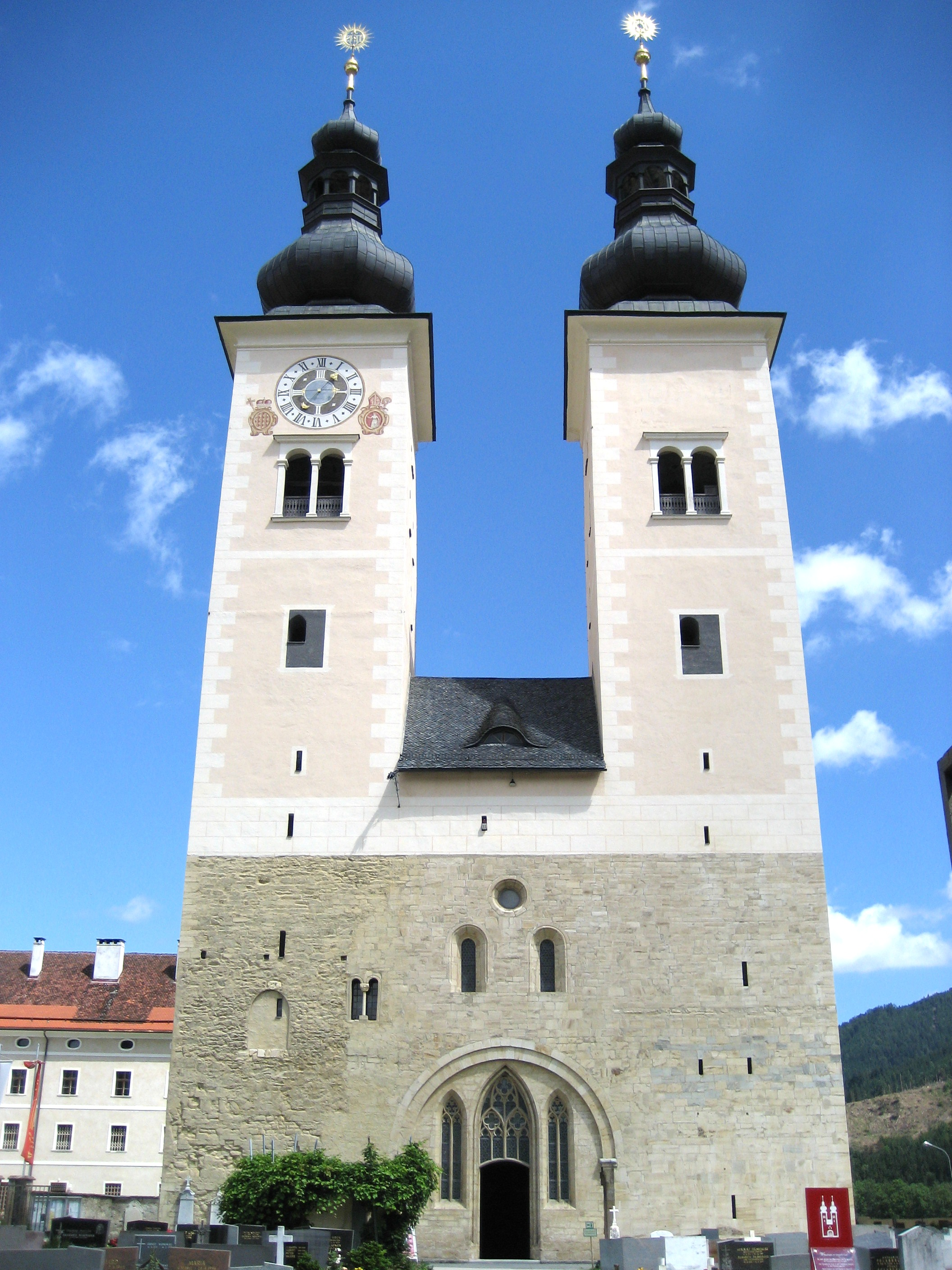
Catedral de Gurk

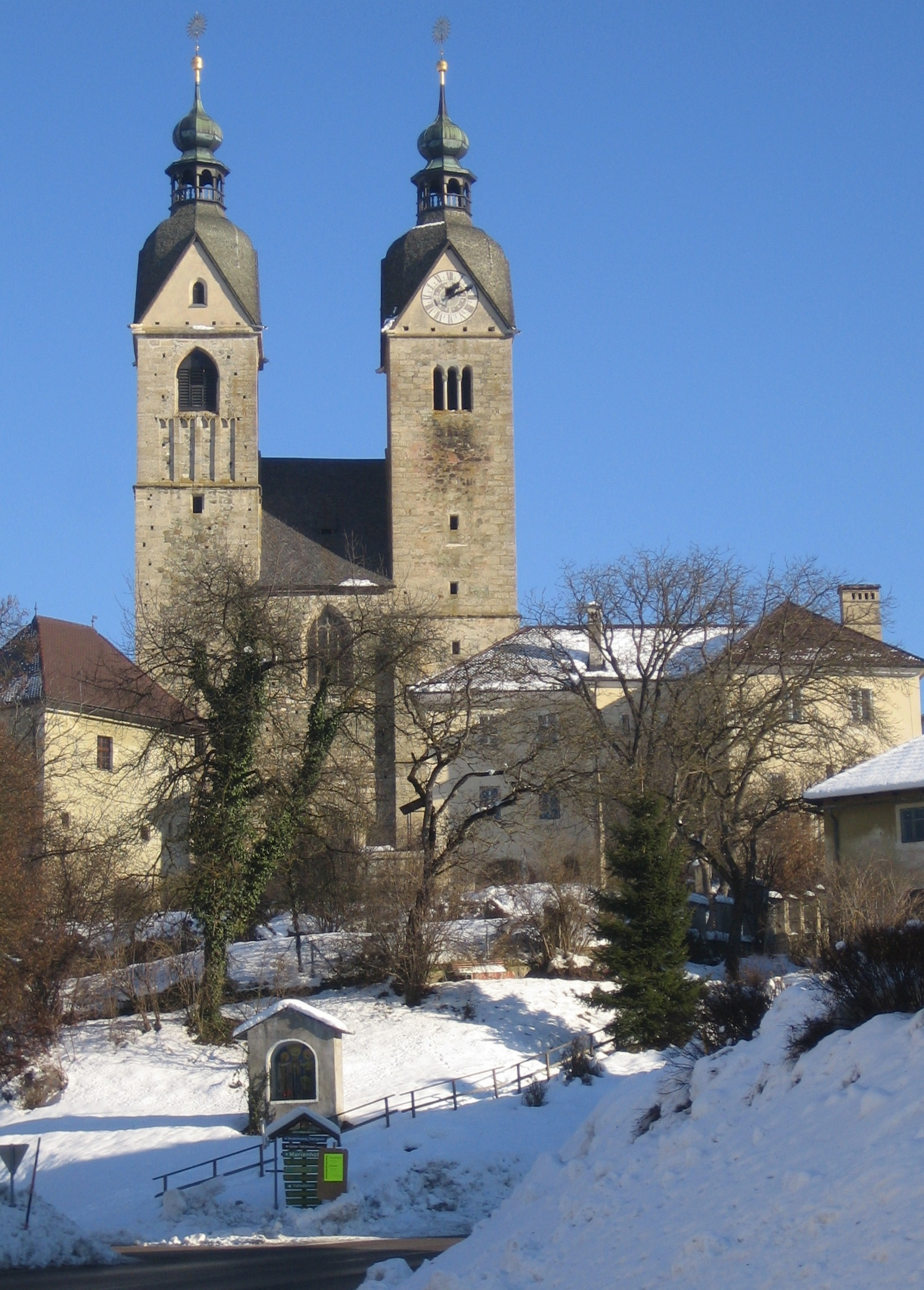
La Catedral Maria Saal

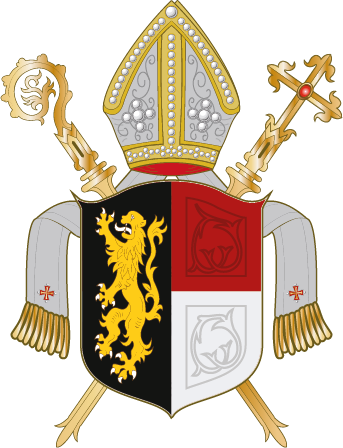
Escut de la diòcesi

El bisbat de Gurk fou una jurisdicció eclesiàstica catòlica a Caríntia (diòcesi de Gurk, en llatí Dioecesis Gurcensis, alemany Diözese Gurk, eslovè: Krska kofija) dins la Província eclesiàstica de Salzburg. A causa de la presència d'eslovens a Caríntia, la llengua eslovena és, juntament amb llatí i alemany, la llengua de la litúrgia a la part meridional de la diòcesi. Les estructures de l'organització de la diòcesi són bilingües.

## Història
El 21 de març de 1070 es va crear el bisbat de Gurk per l'arquebisbe de Salzburg Gebhard amb consentiment del papa Alexandre II i ratificació de l'emperador Enric IV del Sacre Imperi Romanogermànic el 4 de febrer de 1072. La diòcesi fou un principat-bisbat i el primer príncep-bisbe fou Günther von Krapffeld (1072–90). El dret de nomenament, consagració, i investidura del bisbe de Gurk va quedar reservat per a l'arquebisbe de Salzburg. La residència episcopal no era a Gurk, sinó al castell veí d'Estrasburg. Els límits de la diòcesi no es van definir fins al 1131, per decisió de l'arquebisbe Conrad I de Salzburg. Originalment el territori abraçat era petit, però la jurisdicció del bisbe de Gurk s'estenia més enllà dels límits de la diòcesi, en tant que era també vicari general de la part de Caríntia sota l'Arquebisbe de Salzburg.
Sota el bisbe Romà I (1132-67) el capítol de la catedral obtenia el dret d'elegir el bisbe, i només després d'una competició de cent anys el metropolità va recobrar el dret de nomenament. Les dissensions no cessaven, perquè més tard el sobirà austríac reclamava el dret d'investidura. Finalment, el 25 d'octubre de 1535, l'arquebisbe de Salzburg, Matthäus Lang, acordava amb la casa Habsburg d'Àustria un tractat que va durar molt de temps, segons el qual la nominació del bisbe de Gurk correspondria dues vegades successives al sobirà i totes les terceres vegades a l'arquebisbe de Salzburg; en totes les circumstàncies l'arquebisbe havia de retenir el dret de confirmació, consagració i investidura.
El territori de diòcesi va ser ampliat sota Josep II del Sacre Imperi Romanogermànic el 1775, i una altra vegada el 1786. El 1803 fou secularitzada juntament amb Salzburg. L'abast actual de la diòcesi, que abraça la totalitat de Caríntia, data només de la reconstitució de la diòcesi el 1859. La residència episcopal fou transferida el 1787 a la capital de Caríntia, Klagenfurt. Un bisbe modern prominent fou Valentin Wiery (1858-80).
Segons el cens de 1906, la població catòlica de la diòcesi era de 369.000, dels quals els alemanys eren tres quarts i els eslovens la resta. Els 24 deganats comprenen 345 parròquies. El capítol de la catedral a Klagenfurt constava de tres dignataris mitrts; cinc canonges honorífics i cinc estipendiaris. Entre les institucions d'ordes religiosos l'abadia benedictina de Sant Pau (fundada el 1091; suprimida el 1782; restaurada el 1807) ocupa el primer lloc. Hi havia també jesuïtes a Klagenfurt i Sant Andrä; dominicans a Friesach; caputxins a Klagenfurt i Wolfsberg; franciscans a Villach; olivetans a Tanzenberg; Servites a Kötsehach; Germans de la Pietat a Sant Veit al Glan (a càrrec d'un hospital immens fundat el 1877); i un cert nombre de comunitats religioses de dones per a la cura dels malalts i la instrucció de la joventut.
El clergat es preparava al seminari episcopal a Klagenfurt, que ha estat, des de 1887, sota la direcció del jesuïtes. Els professors són benedictines de l'abadia de Sant Pau i jesuïtes. L'educació de candidats al sacerdoci es proporciona a Klagenfurt, en un seminari preparatori establert pel bisbe Wiery el 1860 i ampliat pel bisbe Kahn. A Sant Paul els benedictins dirigeixen un gimnàs privat amb els privilegis d'una escola governamental. A Klagenfurt hi ha també un seminari catòlic de professors sota supervisió eclesiàstica.
El principal entre els exemples d'arquitectura eclesiàstica, tant en el punt d'interès de l'edat com de l'artístic, és la catedral de Gurk, que es remunta als començaments de la diòcesi, havent estat completada vers 1220. També dignes de nota són el claustre gòtic de l'església a Milstadt i, com monuments d'arquitectura gòtica, les esglésies parroquials a Sant Leonard al Lavant-Thal, Heiligenblut, Villach, Völkermarkt, Graus (Sant Wolfgang), i Waitschach. Una de les esglésies més grans i més boniques de Caríntia és l'últimament renovada (1884-90) església dominicana a Friesach. La catedral actual a Klagenfurt fou construïda el 1591 pels protestants; el 1604 fou adquirit pels jesuïtes, i consagrava en honor dels Apòstols Sants Pere i Pau.
Prominent entre els llocs de pelegrinatge a la diòcesi és la catedral Maria Saal, visitava anualment per entre 15.000 a 20.000 pelegrins. Menció especial entre les associacions catòliques és la creada per l'avanç de la Premsa Catòlica i per a la difusió de bons llibres: per a la població alemanya, el Sant Josep Verein fundada a Klagenfurt el 1893, i la Confraria del llibre de Sant Josep; per als eslovens, el Sant Hermagoras Verein, establerts el 1852 (1860), amb seu a Klagenfurt, i àmpliament establerts entre els eslovens en altres diòcesis.

## Esglésies especials
- Antiga Catedral:
  - Dom Sankt Andrä, Sankt Andrä im Lavanttal, Caríntia
  - Wallfahrtskirche Maria Himmelfahrt, Maria Saal, Caríntia
- Basílica Menor:
  - Maria Luggau, Maria Luggau, Caríntia

## Bisbes
- Günther von Krappfeld (1072 - 1090)
- Berthold von Zeltschach (1090 - 1106)
- Hiltebold (1106 - 8 ottobre 1132)
- Roman (1132 - 1167)
- Heinrich, (1167 - 1174)
- Roman von Leibnitz (1174 - 1179)
- Dietrich von Albeck (1179 - 1194)
- Wernher (1194 - 1195)
- Ekkehard (1196 - 1200)
- Walther Truchsess von Waldburg, O.S.B. 1200 - 1213)
  - Otto (1214 - 1214) (bisbe electe)
- Heinrich von Pettau (1214 - 1217)
- Ulschalk (1218 - 1220)
- Ulrich von Ortenburg (1222 - 1253)
- Dietrich von Marburg (1253 - 1278)
- Johann von Ennsthal (1279 - 1281)
  - Konrad von Lupburg (1282 - 1283) (bisbe electe)
- Hartnid von Lichtenstein-Offenberg (1283 - 1298)
- Heinrich von Helfenberg † (1299 - 1326)
- Gerold von Friesach (1326 - 1333)
- Lorenz von Brunne (1334 - 1337)
- Konrad von Salmansweiler (1337 - 1344)
- Ulrich von Wildhaus (1344 - 1351)
- Paul von Jägerndorf (1351 - 1359 nomenat bisbe de Freising)
- Johann von Lenzburg (1359 - 1364 nomenat bisbe de Bressanone)
- Johann von Töckheim (1364 - 1376)
- Johann von Mayrhofen (1376 - 1402)
- Konrad von Hebenstreit (1402 - 1411 nomenat bisbe de Freising)
- Ernst Auer (1411 - 1432)
- Johann Schallermann (1433 - 1453)
  - Lorenz von Lichtenberg (1432 - 1436) (anti-bisbe)
- Ulrich Sonnberger (1453 - 1469)
- Sixtus von Tannberg (1470 - 1474 nomenat bisbe de Freising)
- Lorenz von Freiberg † (1474 - 1487)
- Raymond Pérault (1491 - 1501)
- Matthäus Lang von Wellenburg (1501 - 1522)
- Geronimo Balbi (1523 - 1526)
- Antonio Hoyos de Salamanca (1526 - 1551)
- Johann von Schönburg (1551 - 1555)
- Urban Sagstetter von Gurk (1556 - 1573)
- Christoph Andreas von Spaur † (1573 - 1601 nomenat bisbe de Bressanone)
- Johann Jakob von Lamberg † (1603 - 1630)
- Sebastian von Lodron † (1630 - 1643)
- Franz von Lodron † (1643 - 1653)
- Segimon Francesc d'Àustria † (1653 - 1665)
- Wenzeslaus von Thun (1665 - 1673)
- Polykarp Wilhelm von Kuenburg (1674 - 1675)
- Johannes von Goes (1676 - 1696)
- Otto de la Bourde (1697 - 1708)
- Jakob Maximilian von Thun und Hohenstein (1709 - 1741)
- Josef Maria von Thun und Hohenstein (1742 - 1762 nomenat bisbe de Passau
- Hieronymus Joseph Franz de Paula von Colloredo von Wallsee und Mels (1762 - 1772 nomenat arquebisbe de Salzburg
- Joseph Franz Anton von Auersperg (1773 - 1784 nomenat bisbe de Passau
- Franz Xaver Altgraf von Salm-Reifferscheidt-Krautheim (1784 - 1822)
- Jakob Peregrin Paulitsch (1824 - 1827)
- Georg Mayer (1827 - 1840)
- Franz Anton Gindl (1841 - 1841)
- Adalbert Lidmansky (1842 - 1858)
- Valentin Wiery (1858 - 1880)
- Peter Funder (1881 - 1886)
- Josef Kahn (1887 - 1910)
- Balthasar Kaltner (1910 - 1914 nomenat arquebisbe de Salzburg
- Adam Hefter (1914 - 1939)
  - Sede vacante (1939-1945)
- Josef Köstner (1945 - 1981)
- Egon Kapellari (1981 - 2001 nomenat bisbe de Graz-Seckau
- Alois Schwarz, des de 22 de maig de 2001

## Estadístiques
A finals del 2006, la diòcesi tenia 414.699 batejats sobre una població de 559.621 persones, equivalent al 74,1% del total.
| any  | població | població | població | sacerdots | sacerdots       | sacerdots       | sacerdots             | diàques | religiosos | religiosos | parroquies |
| ---- | -------- | -------- | -------- | --------- | --------------- | --------------- | --------------------- | ------- | ---------- | ---------- | ---------- |
| any  | batejats | total    | %        | total     | clergat secular | clergat regular | batejats por sacerdot | diàques | homes      | dones      |            |
| 1950 | 430.000  | 500.000  | 86,0     | 531       | 392             | 139             | 809                   |         | 171        | 543        | 329        |
| 1970 | 450.516  | 526.830  | 85,5     | 438       | 320             | 118             | 1.028                 |         | 146        | 574        | 333        |
| 1980 | 461.768  | 537.667  | 85,9     | 384       | 278             | 106             | 1.202                 |         | 127        | 511        | 337        |
| 1990 | 467.650  | 542.000  | 86,3     | 328       | 240             | 88              | 1.425                 | 10      | 106        | 437        | 337        |
| 1999 | 443.921  | 564.237  | 78,7     | 291       | 207             | 84              | 1.525                 | 30      | 97         | 343        | 337        |
| 2000 | 442.801  | 563.925  | 78,5     | 284       | 203             | 81              | 1.559                 | 30      | 91         | 356        | 337        |
| 2001 | 441.287  | 550.590  | 80,1     | 277       | 197             | 80              | 1.593                 | 30      | 96         | 310        | 337        |
| 2002 | 440.095  | 561.126  | 78,4     | 287       | 208             | 79              | 1.533                 | 39      | 98         | 312        | 337        |
| 2003 | 438.878  | 559.404  | 78,5     | 265       | 194             | 71              | 1.656                 | 38      | 91         | 231        | 337        |
| 2004 | 436.795  | 558.006  | 78,3     | 264       | 194             | 70              | 1.654                 | 38      | 90         | 292        | 337        |
| 2006 | 414.699  | 559.621  | 74,1     | 261       | 191             | 70              | 1.588                 | 38      | 81         | 296        | 337        |